# Flughafen Altamira

i7
i11
i13
Der Flughafen Altamira  (portugiesisch Aeroporto de Altamira, IATA-Code: ATM, ICAO-Code: SBHT) ist der kleine Flughafen von Altamira, Brasilien im Bundesstaat Pará.
Im Jahr 2022 übernahm das Konsortium AENA den Betrieb des Flughafens von der staatlichen Infraero.

## Geschichte
Der Flughafen wurde 1979 eröffnet.
Im Jahr 2011 wurde der Flughafen durch den Bau des in der Nähe befindlichen Belo-Monte-Wasserkraftwerks renoviert. Die Bauarbeiten umfassten dabei die Verlängerung der Landebahn, die Vergrößerung des Vorfeldes sowie des Passagierterminals.
Am 18. August 2022 gewann das Konsortium AENA eine Konzession, um den Flughafen die nächsten 30 Jahre zu betreiben.

## Fluggesellschaften und Ziele
Der Flughafen wird von der Azul Linhas Aéreas bedient, die von hier Flüge nach Belém anbietet.

## Verkehrszahlen
Im Jahr 2022 verzeichnete der Flughafen 2.843 Flugbewegungen. Dabei wurden 83.853 Passagiere befördert und rund 270 t Fracht.

## Zwischenfälle
- Am 6. Juni 1990 wurde eine Fairchild FH-227B der brasilianischen Fluggesellschaft Transportes Aéreos Regionais da Bacia Amazônica (TABA) (Luftfahrzeugkennzeichen PT-ICA), die auf dem Flughafen Belém gestartet war, kurz vor der Landung auf dem Flughafen Altamira ins Gelände geflogen. Bei diesem CFIT (Controlled flight into terrain) wurden 22 von 42 Personen an Bord getötet, zwei Besatzungsmitglieder und 20 Passagiere. Es stellte sich heraus, dass der Kapitän mit nur 4½ Stunden Schlaf in der Nacht vor dem Flug übernächtigt war, weil er seine eigentliche Ruhezeit genutzt hatte, um Arbeiten in seiner Wohnung durchzuführen.[7][8]

- Am 25. Januar 1993 geriet eine Fairchild Hiller FH-227 der Transportes Aéreos Regionais da Bacia Amazônica (TABA) (PT-LCS) auf einem Frachtflug von Belém nach Altamira außer Kontrolle und stürzte während des nächtlichen Landeanflugs in den Dschungel bei Altamira. Alle drei Besatzungsmitglieder, die einzigen Insassen, kamen ums Leben.[9]